# NGC 7065A
NGC 7065A (другие обозначения — PGC 66774, MCG -1-54-18, NPM1G -07.0505, IRAS21242-0714) — спиральная галактика с перемычкой (SBc) в созвездии Водолей.
Этот объект не входит в число перечисленных в оригинальной редакции «Нового общего каталога» и был добавлен позднее.